# Sackcloth ’n’ Ashes
Sackcloth ’n’ Ashes — дебютный студийный альбом американской кантри-рок группы 16 Horsepower. Он был выпущен 6 февраля 1996 года на лейбле A&M Records.

## Отзывы
| Оценки критиков      | Оценки критиков |
| Источник             | Оценка          |
| -------------------- | --------------- |
| AllMusic             | [ 4 ]           |
| Entertainment Weekly | B−              |
| The Guardian         | [ 5 ]           |
| Los Angeles Times    | [ 6 ]           |
| NME                  | 5/10            |
| USA Today            | [ 3 ]           |

Альбом получил положительные отзывы музыкальных критиков. Стивен Томас Эрлевайн из AllMusic считает, что «Первый полноформатный альбом группы 16 Horsepower Sackcloth 'n' Ashes, движимый нестройными скрипками, причудливым чувством юмора и кантри-роком с примесью панка, странным образом завораживает. Почти каждая песня — это странная басня из глубинки, рассказанная с умной иронией, которая никогда не умаляет основных, тревожных намерений песен. Это не для всех, но для фанатов альт-кантри, уставших от поделок Грэма Парсонса, Sackcloth 'n' Ashes — желанный слушатель».

## Список композиций
1. «I Seen What I Saw» — 3:24
2. «Black Soul Choir» — 3:52
3. «Scrawled in Sap» — 2:46
4. «Horse Head» — 3:01
5. «Ruthie Lingle» — 2:44
6. «Harm’s Way» — 3:20
7. «Black Bush» — 3:16
8. «Heel on the Shovel» — 3:11
9. «American Wheeze» — 3:33
10. «Red Neck Reel» — 2:41
11. «Prison Shoe Romp» — 3:11
12. «Neck on the New Blade» — 3:15
13. «Strong Man» — 4:21